# Un papá genial
Un papá genial es una película de comedia de 1999 dirigida por Dennis Dugan y protagonizada por Adam Sandler y los hermanos Dylan y Cole Sprouse.

## Argumento
A sus 30 años, Sonny Koufax (Adam Sandler) se pasa el día entre un trabajo ocasional, el bar y sus amigos. Con tal de sorprender a su novia (Kristy Swanson), adopta fraudulentamente al pequeño Julian (Cole Sprouse y Dylan Sprouse), un huérfano de 5 años que es hijo biológico de uno de sus amigos. Pero sus planes no salen como quieren y, además de ser dejado por su novia, Sonny se encuentra con una criatura a su cargo que ha de cuidar solo. Julian crece muy mal mimado por Sonny porque le deja hacer lo que quiera. Cuando a Sonny comienza a ver que puede traer sus consecuencias, intenta educar a Julian de una mejor forma posible.

## Elenco
- Adam Sandler como Sonny Koufax.
- Joey Lauren Adams como Layla Maloney.
- Cole Sprouse y Dylan Sprouse como Julian 'Frankenstein' McGrath.
- Leslie Mann como Corinne Maloney.
- Jon Stewart como Kevin Gerrity.
- Rob Schneider como Nazo.
- Jonathan Loughran como Mike.
- Allen Covert como Phil D'Amato.
- Peter Dante como Tommy Grayton.
- Kristy Swanson como Vanessa.
- Joseph Bologna como Lenny Koufax.
- Steve Buscemi como Homeless Guy.
- Josh Mostel como Arthur Brooks.
- Edmund Lyndeck como Mr. Herlihy
- Geoffrey Horne como Sid.

## Banda sonora
| Canción                         | Intérprete                    |
| ------------------------------- | ----------------------------- |
| Passing me by                   | The Pharcyde                  |
| Only love can break your heart  | Erik Schrody y The White Folx |
| Ga Ga                           | Melanie Chisholm              |
| Dancin' in the moonlight        | The Crownsayers               |
| Instant pleasure                | Rufus Wainwright              |
| Blue Collar Man                 | Styx                          |
| Fooled around and fell in love  | Elvin Bishop                  |
| Just like this                  | Limp Bizkit                   |
| Sweet dreams (are made of this) | Eurythmics                    |
| The kangaroo song               | Tim Herlihy                   |
| When I grow up                  | Garbage                       |
| Ooh La La                       | Wise Guys                     |
| If I can't have you             | Yvonne Elliman                |
| Babe                            | Styx                          |
| Jump                            | Van Halen                     |
| Save it for later               | Harvey Danger                 |
| Oh, sole mio                    | Jorge Buccio                  |
| It's now or never               | Jorge Buccio                  |
| The best of times               | Jorge Buccio                  |
| The best of times               | Styx                          |
| Rush                            | Big Audio Dynamite            |
| Sweet child o' mine             | Sheryl Crow                   |
| Growin' up                      | Bruce Springsteen             |
| What is life                    | Shawn Mullins                 |
| Sweet child o' mine             | Guns N' Roses                 |

## Estrenos
| País                                                                          | Fecha de estreno                   |
| ----------------------------------------------------------------------------- | ---------------------------------- |
| Alemania                                                                      | Jueves 4 de noviembre de 1999      |
| Argentina                                                                     | Jueves 23 de septiembre de 1999    |
| Australia                                                                     | Jueves 16 de septiembre de 1999    |
| Austria                                                                       | Viernes 5 de noviembre de 1999     |
| Bélgica                                                                       | Miércoles 15 de septiembre de 1999 |
| Belice · Costa Rica · El Salvador · Guatemala · Honduras · Nicaragua · Panamá | Viernes 24 de septiembre de 1999   |
| Bolivia                                                                       | Martes 12 de octubre de 1999       |
| Brasil                                                                        | Viernes 1 de octubre de 1999       |
| Bulgaria                                                                      | Viernes 19 de noviembre de 1999    |
| Chile                                                                         | Jueves 7 de octubre de 1999        |
| Colombia                                                                      | Viernes 17 de septiembre de 1999   |
| Corea del Sur                                                                 | Sábado 18 de septiembre de 1999    |
| Croacia                                                                       | Jueves 2 de diciembre de 1999      |
| Dinamarca                                                                     | Viernes 8 de octubre de 1999       |
| Ecuador                                                                       | Viernes 22 de octubre de 1999      |
| Egipto                                                                        | Miércoles 27 de octubre de 1999    |
| Emiratos Árabes Unidos                                                        | Miércoles 22 de diciembre de 1999  |
| Eslovenia                                                                     | Jueves 11 de noviembre de 1999     |
| España                                                                        | Viernes 15 de octubre de 1999      |
| Estados Unidos · Canadá                                                       | Viernes 25 de junio de 1999        |
| Estonia                                                                       | Viernes 1 de octubre de 1999       |
| Filipinas                                                                     | Miércoles 6 de octubre de 1999     |
| Finlandia                                                                     | Viernes 19 de noviembre de 1999    |
| Francia                                                                       | Miércoles 22 de septiembre de 1999 |

| País                         | Fecha de estreno                  |
| ---------------------------- | --------------------------------- |
| Grecia                       | Viernes 12 de noviembre de 1999   |
| Hong Kong                    | Jueves 14 de octubre de 1999      |
| Hungría                      | Jueves 30 de septiembre de 1999   |
| India                        | Viernes 11 de febrero de 2000     |
| Indonesia                    | Miércoles 1 de septiembre de 1999 |
| Islandia                     | Viernes 27 de agosto de 1999      |
| Israel                       | Jueves 23 de septiembre de 1999   |
| Italia                       | Viernes 26 de noviembre de 1999   |
| Jamaica                      | Miércoles 21 de julio de 1999     |
| Japón                        | Sábado 17 de junio de 2000        |
| Letonia                      | Viernes 29 de octubre de 1999     |
| Líbano                       | Viernes 15 de octubre de 1999     |
| Lituania                     | Viernes 22 de octubre de 1999     |
| Malasia                      | Jueves 12 de agosto de 1999       |
| México                       | Jueves 16 de septiembre de 1999   |
| Noruega                      | Viernes 8 de octubre de 1999      |
| Nueva Zelanda                | Jueves 9 de septiembre de 1999    |
| Países Bajos                 | Jueves 14 de octubre de 1999      |
| Perú                         | Jueves 7 de octubre de 1999       |
| Polonia                      | Viernes 26 de noviembre de 1999   |
| Portugal                     | Viernes 5 de noviembre de 1999    |
| Reino Unido Irlanda          | Viernes 1 de octubre de 1999      |
| República Checa · Eslovaquia | Jueves 30 de septiembre de 1999   |
| República Dominicana         | Jueves 19 de agosto de 1999       |
| Rumania                      | Viernes 29 de octubre de 1999     |
| Singapur                     | Jueves 5 de agosto de 1999        |
| Sudáfrica                    | Viernes 10 de septiembre de 1999  |
| Suecia                       | Viernes 19 de noviembre de 1999   |
| Suiza                        | Jueves 4 de noviembre de 1999     |
| Tailandia                    | Viernes 23 de julio de 1999       |
| Taiwán                       | Sábado 28 de agosto de 1999       |
| Turquía                      | Viernes 15 de octubre de 1999     |
| Uruguay                      | Viernes 10 de septiembre de 1999  |
| Venezuela                    | Miércoles 6 de octubre de 1999    |